# Роздражевек (гміна Роздражев)
Роздражевек (пол. Rozdrażewek) — село в Польщі, у гміні Роздражев Кротошинського повіту Великопольського воєводства.
Населення — 301 особа (2011).
У 1975-1998 роках село належало до Каліського воєводства.

## Демографія
Демографічна структура станом на 31 березня 2011 року:
|          | Загалом | Допрацездатний вік | Працездатний вік | Постпрацездатний вік |
| -------- | ------- | ------------------ | ---------------- | -------------------- |
| Чоловіки | 148     | 42                 | 93               | 13                   |
| Жінки    | 153     | 45                 | 76               | 32                   |
| Разом    | 301     | 87                 | 169              | 45                   |